# 静まなみ
静 まなみ（しずか まなみ、1994年9月14日 - ）は、日本のファッションモデル。群馬県前橋市出身。前橋工業高校建築科卒。テンカラット所属。テンカラット移籍前は静 麻波の名でプラチナムプロダクションに所属していた。夫は俳優の武田真治。1児の母。

## 略歴
デビューのきっかけは東京ガールズコレクションに行ってスカウトされたことから。
2012年、きものクイーンコンテストで東京クレープガール賞を受賞。
2014年、ミスiD2014でファイナリストになった。
2016年10月、2017年度トリンプ・イメージガールに選出され、スロギーブランドのアンバサダーとして1年間活動した。
2019年6月、「天使のブラ」誕生25周年記念イベントに他のトリンプ・イメージガールと共にファッションショーへ出演。
2020年7月1日、俳優の武田真治と結婚。
2023年2月15日に第1子妊娠を発表し、同年6月21日に第1子女児の誕生を報告。

## 人物
- 歯科衛生士の国家資格を持っており[5]、モデルで活動しながら歯科衛生士として歯科医院に勤務している。夫の武田真治とも歯科医院で歯科衛生士として知り合った[5]。
- 特技はバスケットボール、ランニング[13]。憧れの女性は菜々緒。好きな言葉は「有言実行」。
- 好きな男性のタイプは優しくて面白い人[14]。

## 出演

### テレビドラマ
- 連続テレビ小説 半分、青い。（2018年、NHK） - マナ 役[15]

### バラエティ
- 踊る!さんま御殿!!3時間SP（2021年10月12日、日本テレビ）

### 雑誌
- 講談社「with」
- 主婦の友社「S Cawaii!」
- ぶんか社「JELLY」

### CM・広告
- 「ハウステンボス」（CM）
- 「双星の陰陽師」（CM）[16]
- 「かっぱ寿司・ブリ＆サーモンキャンペーン」（CM）
- 「しまむら・涼やかデニム」（CM）
- 「HSBC・香港上海銀行」（広告）
- 「JNTO・日本政府観光局」（広告）
- 「ダイハツ」（広告）
- 「LOUVREDO 復元ドライヤー」（広告）
- 「ラグーナテンボス2018秋冬篇」（広告）
- 「大林組」（WEB）
- 武興商事「NOVELLA(シャンプー)」」（WEB）
- 「C3」（WEB）
- トリンプ・インターナショナル - トリンプ・イメージガール[1][17]
- 伊東園ホテルズ「通える温泉宿「女友達」篇」(CM)
- 「モスバーガー　月見にかわって、おいしいよ篇」（CM）[18]

### ラジオ
- ALL GOOD FRIDAY（2017年1月6日、J-WAVE）[19]